# Murray State Racers

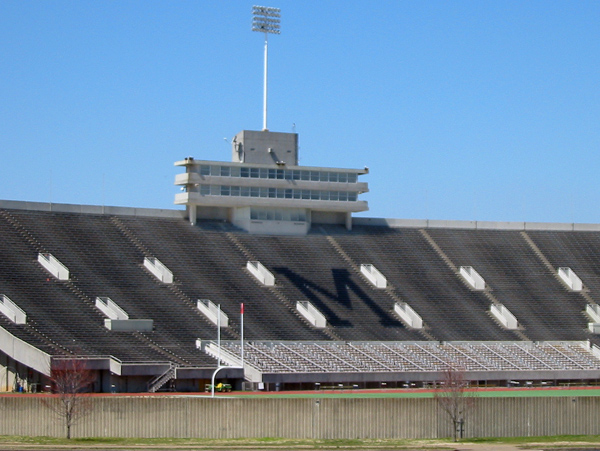
Roy Stewart Stadium

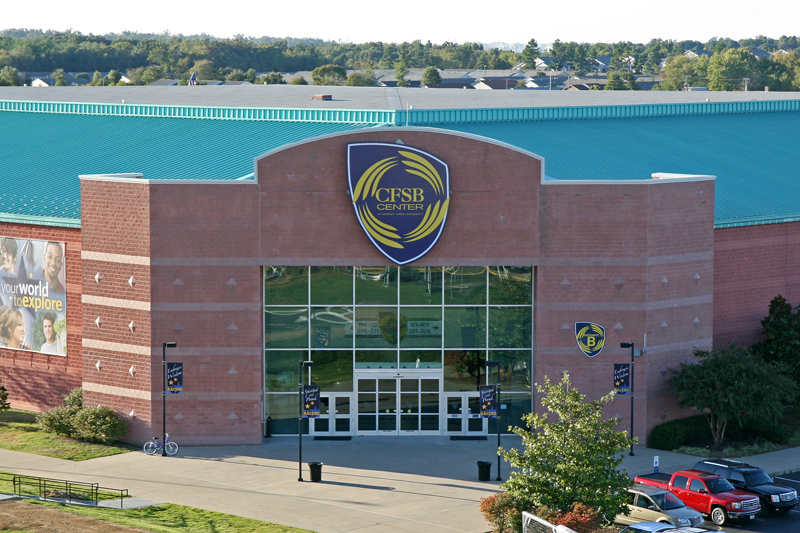
CFSB Center

Murray State Racers (español: Caballos de Carreras de la Estatal de Murray) es el equipo deportivo de la Universidad Estatal de Murray, situada en Murray, Kentucky. Los equipos de los Racers participan en las competiciones universitarias organizadas por la NCAA, y forman parte de la Missouri Valley Conference (MVC).
El equipo de fútbol americano jugará la temporada 2022 en la antigua sede de la universidad de la Ohio Valley Conference antes de unirse a la Missouri Valley Football Conference, una entidad separada del MVC, en 2023.

## Programa deportivo
Los Racers participan en las siguientes modalidades deportivas:
| - Masculino - Baloncesto - Fútbol americano - Tenis - Cross - Golf - Rifle - Béisbol | - Femenino - Cross - Baloncesto - Fútbol - Golf - Softball - Voleibol - Tenis - Atletismo - Natación - Remo - Rifle |

### Baloncesto
El equipo masculino de baloncesto ha conseguido clasificarse en 13 ocasiones para el Torneo de la NCAA, la última de ellas en 2006, pero nunca ha pasado de segunda ronda. Han ganado en 20 ocasiones la fase regular de la Ohio Valley Conference, y en otras 13 el torneo. En 1941 y 1952 fue finalista de la NAIA. Un total de 12 jugadores de Murray han llegado a jugar en la NBA, destacando Joe Fulks, Popeye Jones, Isaiah Canaan, Cameron Payne o Ja Morant.

#### Finales de la NAIA
| Año  | Campeón                  | Campeón | Finalista    | Finalista |
| ---- | ------------------------ | ------- | ------------ | --------- |
| 1941 | San Diego State          | 36      | Murray State | 32        |
| 1952 | Southwest Missouri State | 73      | Murray State | 64        |

### Fútbol americano
El equipo de fútbol americano ha ganado en 7 ocasiones el campeonato de la Ohio Valley Conference, la última de ellas en 2002. 16 de sus jugadores han llegado a jugar como profesionales en la NFL.